# Compendio mathematico
Compendio mathematico es un libro de Tomás Vicente Tosca publicado entre 1707 y 1715 por el editor valenciano Antonio Bordazar. Constaba de nueve volúmenes y fue reeditado tres veces en el siglo XVIII (Madrid, 1717; Valencia, 1757; Valencia, 1760).

## Introducción
En el panorama de la literatura científica española, donde la cinemática de Galileo Galilei y Evangelista Torricelli, la óptica de Johannes Kepler, René Descartes y Francesco Maria Grimaldi, el atomismo de Pierre Gassendi y la filosofía corpuscular, y en general el nuevo horizonte abierto por la revolución científica había merecido poca atención en obras impresas, la publicación del Compendio mathematico de Tosca fue un acontecimiento importante. En esta obra aparecen expuestos con claridad muchos de los capítulos de la nueva ciencia, en lengua romance y desde los supuestos metodológicos modernos de Galilei y los científicos mecanicistas. Asimismo, representó un ensayo de renovación del discurso filosófico mediante la incorporación de las corrientes científicas y filosóficas modernas.

## Antecedentes
La obra está elaborada tomando como ejemplo los cursos de tipo enciclopédico que se publicaban en Europa en la segunda mitad del siglo XVII, principalmente aquellos con finalidad didáctica. Entre estos cursos, uno de los más difundidos es el Cursus seu mundus mathematicus, de Claude François Milliet Dechales. En este tipo de obras se entendía por matemáticas, aparte de la geometría, la aritmética, el álgebra o la trigonometría —designadas por entonces como matemáticas puras— una serie de materias calificadas como matemáticas mixtas, fisicomatemáticas o aplicadas, como la astronomía, la geografía, la óptica y la perspectiva, la música, la mecánica, la estática, la hidrostática y la hidráulica, la agrimensura y topografía, la artillería, la náutica, la cronología y la arquitectura civil y militar. A lo largo del siglo XVII estos cursos acusaron la influencia de la revolución científica e incorporaron de modo progresivo los nuevos conocimientos en dichas materias. 
Tosca usó algunos de estos cursos, especialmente el Mundus mathematicus de Milliet Dechales, sin llegar a ser una mera copia o versión castellana del mismo. El estudio del Compendio pone de manifiesto que Tosca utilizó una abundante literatura, mencionada a lo largo de la obra, por lo que no era un trabajo original ni era esa su pretensión. Destaca la atención de Tosca por incorporar las aportaciones de autores españoles como Sebastián Izquierdo, Juan Caramuel, Vicente Mut, José Zaragoza y Antonio Hugo de Omerique, en un esfuerzo por considerar, en la medida de lo posible, la tradición científica propia.

## Contenido

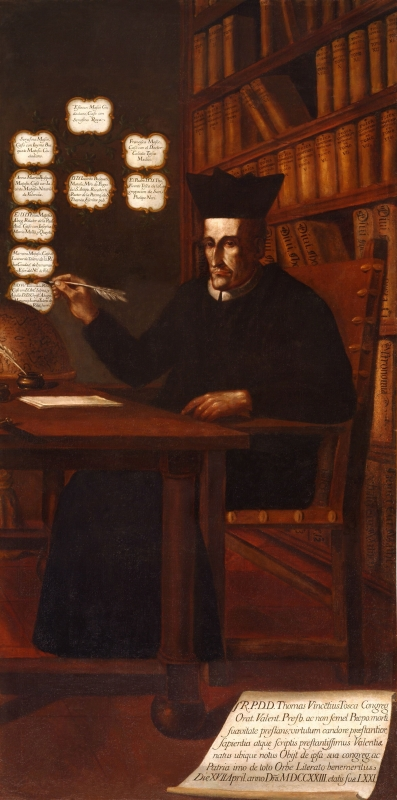
Retrato de Tomás Vicente Tosca en el paraninfo de la Universidad de Valencia.

El primer volumen empieza con una breve introducción a las disciplinas matemáticas, en la que Tosca explica el objeto, la naturaleza y la división de esas ciencias tal y como se entendían en aquella época: as ciencias puramente matemáticas eran geometría, aritmética, álgebra, trigonometría y logarítmica. Las fisicomatemáticas eran música, mecánica, estática, hidrostática, arquitectura civil y militar, artillería, óptica, geografía, astronomía y cronografía. Entre estas últimas no incluye la astrología, a la que no consideraba una ciencia, a pesar de dedicarle un tratado del Compendio en el cual expone su punto de vista sobre las doctrinas astrológicas. Todas estas materias son objeto de estudio en la obra y ocupan uno o varios tratados. Después se ocupa del origen y utilidad de las matemáticas; cuando se refiere a esta, señala lo siguiente (donde se puede reconocer ya el espíritu de Galileo y de la nueva ciencia):

Sin las matemáticas no se puede dar un paso en la filosofía natural con acierto: porque, sin la estática, cómo deben explicarse los movimientos de los cuerpos graves, su aceleración y proporciones?, cómo la restitución de los comprimidos y tensos, en que se encuentra sin duda la mayor parte de los efectos de la naturaleza? Sin la óptica, dióptrica y catóptrica, qué discurrirá en materia de los colores y de la luz salvo tinieblas?

En cuanto a las matemáticas puras, además del esfuerzo de Tosca por hacer una presentación didáctica de las materias clásicas, como los trabajos de Euclides —a partir de las versiones de autores como Milliet Dechales o Jacob Kresa—, destaca la inclusión de temas como la combinatoria, que no aparece en el Cursus de Milliet Dechales. También destaca el estudio geométrico de los cónicos, que ya aparecía en la obra de Milliet Dechales, pero el Compendio de Tosca será el primer trabajo en castellano que trata esa materia. Otros aspectos destacados son la atención que presta al Analysis geometrica, de Antonio Hugo de Omerique, del que Tosca ofrece un extracto, y el carácter moderno de la notación utilizada por Tosca en el álgebra así como el amplio uso en esta materia de los tratados de Michel Rolle y Jean Prestet, especialmente en la resolución de ecuaciones. Como principales lagunas en la obra de Tosca cabe mencionar la geometría analítica de René Descartes y Pierre de Fermat y la poca atención que dedica a los trabajos de cálculo anteriores a Isaac Newton y Gottfried Leibniz, de los que solo ofrece noticias aisladas.
La nueva ciencia de Galileo había recibido poca atención en la bibliografía española del siglo XVII, por lo que una de las principales aportaciones de Tosca fue la presentación detallada de esta nueva ciencia según los ideales que la presidían: las matemáticas como lenguaje y la observación y experimentación como criterios metodológicos. Así, el tratado X está dedicado a la estática, una «ciencia Physico-Matemática que calcula la proporción de los movimientos y el peso de los cuerpos graves». Para Tosca la gravedad era una fuente de movimiento y la única propiedad natural de los cuerpos, así como también la única fuerza natural del movimiento. Por ello, critica y rechaza la distinción aristotélica entre graves y leves e indica cómo se pueden explicar todos los movimientos de los cuerpos con la gravedad. Además, estudia los experimentos de Evangelista Torricelli y Blaise Pascal, que ponían de manifiesto la gravedad y el peso del aire así como la caída libre de los graves, y en el tratado de artillería se ocupa del movimiento de los proyectiles. Por otro lado, Tosca se ocupa en este mismo volumen de las cuestiones relacionadas con el equilibrio y el movimiento de los fluidos y los inventos para aprovechar la energía y sus propiedades. También examina la hidrometría e hidrografía, es decir, el movimiento, la conducción y el reparto de las aguas, y se basa, además de Benedetto Castelli, Evangelista Torricelli, Giovanni Battista Baliani o Milliet Dechales, en la obra de Domenico Guglielmini.
La óptica es otra de las materias que progresó en el siglo XVII. Tosca se hace eco en su obra de estos progresos; se ocupa de los avances en las teorías sobre la naturaleza de la luz, de su propagación y de la teoría de los colores, entre otros. También estudia la gran conquista instrumental en este campo de la revolución científica, el telescopio y el microscopio.
En cuanto a la astronomía, la aportación de Tosca supera otros textos anteriores editados en España y constituye un buen ejemplo del saber astronómico anterior a Isaac Newton. Tosca utiliza preferentemente el sistema copernicano para explicar los movimientos de los planetas. En el tratado de geografía discute la cuestión del movimiento de la Tierra y expone argumentos a favor y en contra siguiendo a Milliet Dechales. Rechaza los argumentos mecánicos que se oponían a este movimiento y concluye que, al no haber ningún argumento a favor o en contra del movimiento de la Tierra, no hay ninguna razón para que las Sagradas Escrituras deban dejar de ser interpretados en sentido literal, lo que no impide que pueda utilizarse el sistema de Copérnico como hipótesis o suposición.

## Estructura
La obra se compone de nueve volúmenes, publicados entre 1707 y 1715:
- Tomo I: Geometría Elemental, Arithmetica Inferior, Geometría Práctica.
- Tomo II: Arithmetica Superior, Álgebra, Música.
- Tomo III: Trigonometría, Secciones Cónicas, Maquinaria.
- Tomo IV: Estática, Hidroestática, Hidrotecnia, Hidrometría.
- Tomo V: Arquitectura Civil, Montea y Cantería, Arquitectura Militar, Pirotecnia o Artillería.
- Tomo VI: Óptica, Perspectiva, Catóptrica, Dióptrica, Meteoros.
- Tomo VII: Astronomía.
- Tomo VIII: Astronomía Práctica, Geografía, Náutica.
- Tomo IX: Gnomónica, Ordenación del Tiempo, Astrología.